# Pseudelmidolia biapicata
Pseudelmidolia biapicata is een keversoort uit de familie beekkevers (Elmidae). De wetenschappelijke naam van de soort werd in 1898 gepubliceerd door Léon Marc Herminie Fairmaire.